# Nastri d'argento 2017
La 72ª edizione dei Nastri d'argento si è tenuta il 1º luglio 2017 al Teatro antico di Taormina.
Le candidature sono state annunciate il 6 giugno al MAXXI di Roma, nella stessa occasione sono stati consegnati i premi tecnici e i Nastri speciali.

## Vincitori e candidati
I vincitori sono indicati in grassetto, a seguire gli altri candidati.

### Miglior film
- La tenerezza, regia di Gianni Amelio
- Fiore, regia di Claudio Giovannesi
- Fortunata, regia di Sergio Castellitto
- Indivisibili, regia di Edoardo De Angelis
- Tutto quello che vuoi, regia di Francesco Bruni

### Miglior regista
- Gianni Amelio - La tenerezza
- Marco Bellocchio - Fai bei sogni
- Edoardo De Angelis - Indivisibili
- Ferzan Özpetek - Rosso Istanbul
- Fabio Grassadonia e Antonio Piazza - Sicilian Ghost Story

### Migliore regista esordiente
- Andrea De Sica - I figli della notte
- Roberto De Paolis - Cuori puri
- Vincenzo Alfieri - I peggiori
- Marco Danieli - La ragazza del mondo
- Fabio Guaglione e Fabio Resinaro - Mine

### Migliore commedia
- L'ora legale di Salvo Ficarra e Valentino Picone
- Lasciati andare di Francesco Amato
- Moglie e marito di Simone Godano
- Omicidio all'italiana di Maccio Capatonda
- Orecchie di Alessandro Aronadio

### Miglior produttore
- Attilio De Razza e Pierpaolo Verga - Indivisibili
- Attilio De Razza - L'ora legale
- Beppe Caschetto - Fai bei sogni e Tutto quello che vuoi
- Gaetano Di Vaio e Gianluca Curti - Falchi
- Beppe Caschetto e Rita Rognoni - Fiore
- Nicola Giuliano, Francesca Cima, Carlotta Calori e Viola Prestieri - Fortunata
- Claudio Bonivento - Il permesso - 48 ore fuori
- Nicola Giuliano, Francesca Cima, Carlotta Calori e Massimo Cristaldi - Sicilian Ghost Story

### Miglior soggetto
- Nicola Guaglianone - Indivisibili
- Massimiliano Bruno, Herbert Simone Paragnani e Gianni Corsi - Beata ignoranza
- Edoardo Leo, Alessandro Aronadio e Renato Sannio - Che vuoi che sia
- Fabio Mollo e Josella Porto - Il padre d'Italia
- Michele Astori e Pierfrancesco Diliberto - In guerra per amore

### Migliore sceneggiatura
- Francesco Bruni - Tutto quello che vuoi
- Claudio Giovannesi, Filippo Gravino e Antonella Lattanzi - Fiore
- Margaret Mazzantini - Fortunata
- Ugo Chiti, Gianfranco Cabiddu, Salvatore De Mola con Francesco Marino - La stoffa dei sogni
- Alex Infascelli e Francesca Manieri - Piccoli crimini coniugali

### Migliore attore protagonista
- Renato Carpentieri -  La tenerezza
- Marco Giallini e Alessandro Gassmann - Beata ignoranza
- Luca Marinelli - Il padre d'Italia
- Michele Riondino - La ragazza del mondo
- Toni Servillo - Lasciati andare

### Migliore attrice protagonista
- Jasmine Trinca - Fortunata
- Giovanna Mezzogiorno e Micaela Ramazzotti - La tenerezza
- Greta Scarano - La verità sta in cielo e Smetto quando voglio - Masterclass
- Sara Serraiocco - Non è un paese per giovani e La ragazza del mondo
- Isabella Ragonese - Sole cuore amore, Il padre d'Italia

### Migliore attore non protagonist
- Alessandro Borghi - Fortunata e Il più grande sogno
- Ennio Fantastichini - Caffè e La stoffa dei sogni
- Edoardo Pesce - Cuori puri e Fortunata
- Valerio Mastandrea - Fiore
- Claudio Amendola e Luca Argentero - Il permesso - 48 ore fuori

### Migliore attrice non protagonista
- Sabrina Ferilli - Omicidio all'italiana (ex aequo)
- Carla Signoris - Lasciati andare  (ex aequo)
- Barbora Bobuľová - Cuori puri e Lasciami per sempre
- Margherita Buy - Come diventare grandi nonostante i genitori e Questi giorni
- Anna Ferruzzo - Il padre d'Italia

### Migliore fotografia
- Luca Bigazzi - La tenerezza e Sicilian Ghost Story
- Daniele Ciprì - Fai bei sogni e Fiore
- Duccio Cimatti - La guerra dei cafoni
- Arnaldo Catinari - Piccoli crimini coniugali e Tutto quello che vuoi
- Gian Filippo Corticelli - Rosso Istanbul

### Migliore scenografia
- Marco Dentici - Fai bei sogni e Sicilian Ghost Story
- Dimitri Capuani - I figli della notte
- Giancarlo Basili - La tenerezza
- Marina Pinzuti Ansolini - Piccoli crimini coniugali
- Alessandro Vannucci - Smetto quando voglio - Masterclass

### Migliori costumi
- Massimo Cantini Parrini - Indivisibili
- Daria Calvelli - Fai bei sogni
- Cristiana Ricceri - La guerra dei cafoni
- Beatrice Giannini e Elisabetta Antico - La stoffa dei sogni
- Patrizia Mazzon - Smetto quando voglio - Masterclass

### Migliore montaggio
- Francesca Calvelli - Fai bei sogni
- Giuseppe Trepiccione - Fiore
- Roberto Siciliano - Il permesso - 48 ore fuori
- Jacopo Quadri - La guerra dei cafoni
- Matteo Santi, Fabio Guaglione e Filippo Mauro Boni - Mine

### Migliore sonoro in presa diretta
- Alessandro Rolla - Fortunata
- Stefano Campus - Il permesso - 48 ore fuori
- Alessandro Zanon - La tenerezza
- Remo Ugolinelli e Alessandro Palmerini - Sole cuore amore
- Gianluca Costamagna - Tutto quello che vuoi

### Migliore colonna sonora
- Enzo Avitabile - Indivisibili
- Nino D'Angelo - Falchi
- Stefano Di Battista - Sole cuore amore
- Giuliano Sangiorgi - Non è un paese per giovani
- Giuliano Taviani e Carmelo Travia - Rosso Istanbul

### Migliore canzone originale
- Abbi pietà di noi, musica e testi di Enzo Avitabile, interpretata da Enzo Avitabile, Angela e Marianna Fontana - Indivisibili
- Donkey Flyin' in the Sky, musica e testi di Santi Pulvirenti, interpretata da Thony - In guerra per amore
- Quando le canzoni finiranno, musica e testi di Diego Mancino, Dario Faini, interpretata da Emma - La cena di Natale
- L'estate addosso, musica di Jovanotti, Christian Rigano e Riccardo Onori, testi di Jovanotti, Vasco Brondi, interpretata da Jovanotti - L'estate addosso
- Ho perso il mio amore, composta da Cheope, Federica Abbate e Giuseppe Anastasi, interpretata da Arisa - La verità, vi spiego, sull'amore

### Nastro d'argento europeo
- Monica Bellucci - On the Milky Road - Sulla Via Lattea

### Nastro d'argento alla carriera
- Roberto Faenza, 50 anni di cinema nell'anno de La verità sta in cielo

### Nastro d'argento speciale
- Giuliano Montaldo - Tutto quello che vuoi

### Premi speciali
- 7 minuti di Michele Placido e Sole cuore amore di Daniele Vicari per l'attenzione al cinema civile in particolare sul tema del lavoro
- Andrea Sartoretti e Claudia Potenza in Monte di Amir Naderi per l'impegno in una dura prova di interpretazione[1]

### Premio Nino Manfredi
- Pierfrancesco Favino e Kasia Smutniak - Moglie e marito di Simone Godano

### Nastro dell'anno
- The Young Pope

### Premi per il cinema giovane

#### Cinquina speciale 2017 - Miglior film sui giovani
- Piuma, regia di Roan Johnson
- L'estate addosso, regia di Gabriele Muccino
- Non è un paese per giovani, regia di Giovanni Veronesi
- Slam - Tutto per una ragazza, regia di Andrea Molaioli
- The Startup, regia di Alessandro D'Alatri

#### Nastri d'argento SIAE per i nuovi sceneggiatori
- Irene Dionisio - Le ultime cose
- Michele Vannucci - Il più grande sogno

#### Premio Graziella Bonacchi - Attore rivelazione dell'anno
- Simone Liberati - Cuori puri

#### Premio Guglielmo Biraghi
- Brando Pacitto - L'estate addosso di Gabriele Muccino e Piuma di Roan Johnson
- Daphne Scoccia - Fiore di Claudio Giovannesi
- Angela e Marianna Fontana - Indivisibili di Edoardo De Angelis
- Ludovico Tersigni - Slam - Tutto per una ragazza di Andrea Molaioli

#### Premi Guglielmo Biraghi – Menzioni speciali
- Andrea Carpenzano - Tutto quello che vuoi di Francesco Bruni
- Vincenzo Crea - I figli della notte di Andrea De Sica

#### Premi Guglielmo Biraghi - Nuovo Imaie
- Valentina Bellè e Giacomo Ferrara - Il permesso - 48 ore fuori di Claudio Amendola

### Premi dei partner

#### Premio Hamilton behind the camera
- Gabriele Muccino - L'estate addosso

#### Premio Persol - Personaggio dell'anno
- Claudio Amendola e Luca Argentero - Il permesso - 48 ore fuori

#### Premio Wella per l'immagine
- Jasmine Trinca - Fortunata

## Corti d'argento

### Miglior cortometraggio
- Moby Dick di Nicola Sorcinelli
- Era ieri di Valentina Pedicini
- Food for Thought di Davide Gentile
- Penalty di Aldo Iuliano
- Respiro di Andrea Brusa e Marco Scotuzzi

### Miglior cortometraggio d'animazione
- Life Sucks! But At Least I've Got Elbows di Nicola Piovesan
- Eidos di Elena Ortolan e Alberto Comerci
- Home di Silvia De Gennaro
- Ossa di Dario Imbrogno
- Lo Steinway di Massimo Ottoni

## Nastri Doc
- Assalto al cielo, regia di Francesco Munzi
- Femminismo!, regia di Paola Columba